# واندا ماکسیموف (دنیای سینمایی مارول)
واندا ماکسیموف یک شخصیت خیالی است که توسط الیزابت اولسن در فرنچایز چندرسانه‌ای دنیای سینمایی مارول۶۱۶ نقش‌آفرینی شده‌است و براساس شخصیتی در مارول کامیکس به همین نام ساخته شده‌است - معمولاً توسط خوددیگرش، اسکارلت ویچ شناخته می‌شود. تا سال ۲۰۱۹، ماکسیموف در فیلم‌های دنیای سینمایی مارول ازجمله کاپیتان آمریکا: سرباز زمستان (۲۰۱۴)، انتقام‌جویان: عصر اولتران (۲۰۱۵)، کاپیتان آمریکا: جنگ داخلی (۲۰۱۶)، انتقام‌جویان: جنگ ابدیت (۲۰۱۸) و انتقام‌جویان: پایان بازی (۲۰۱۹) ظاهر شده‌است. اولسن در یکی از سریال‌های دیزنی+ به نام وانداویژن (۲۰۲۱) به ایفای این نقش پرداخته همچنین در فیلم دکتر استرنج در چنددنیایی دیوانگی (۲۰۲۲) این نقش را تکرار کرده‌است.

## زندگی‌نامه
واندا ماکسیموف برادری دوقلو به نام پیترو ماکسیموف داشت. پدر و مادر آن‌ها در یک بمب‌گذاری کشته می‌شوند. بمب‌ها ساخت صنایع استارک با مدیریت تونی استارک بودند. آن‌ها همان‌جا قسم می‌خوردند که انتقام خود را از تونی استارک بگیرند. از این رو به راس روی می‌آورند و تبدیل به جهش‌یافته می‌شوند. واندا از قدرت‌هایی شامل کنترل ذهن، ذهن خوانی و کنترل اجسام از راه دور برخوردار است. برادرش پیترو هم صاحب سرعت فرابشری می‌شوند. در سال ۲۰۱۵ آن‌ها با اولتران متحد می‌شوند که انتقام‌جویان را نابود کنند، ولی وقتی متوجه هدف اصلی می‌شوند، که کشتن کل جمعیت جهان بود از او جدا شده و به تیم انتقام‌جویان می‌پیوندند و در کنار آن‌ها با اولتران می‌جنگند. پیترو جان خودش را در راه نجات هاوک آی و یک پسر بچه می‌دهد. در سال ۲۰۱۶ و رویداد جنگ داخلی واندا به تیم کپ می‌پیوندد و در برابر عشق زندگیش ویژن می‌جنگند. او و دیگر اعضای تیم کپ دستگیر می‌شوند و به زندانی امنیتی و مخصوص آن‌ها منتقل می‌شوند. تونی استارک آنها را آزاد می‌کند. در رویدادهای جنگ ابدیت او ویژن را از دست می‌دهد و خود نیز جزو نیمهٔ از بین رفته بشریت می‌شود. بعدها در وقایع پایان بازی بر می‌گردد.